# Lipovec (gmina Semič)
Lipovec – wieś w Słowenii, w gminie Semič. W 2018 roku liczyła 28 mieszkańców.